# Vörösfülű bülbül
A vörösfülű bülbül vagy más néven pirosfülű bülbül (Pycnonotus jocosus) a madarak osztályának verébalakúak (Passeriformes) rendjébe, a bülbülfélék (Pycnonotidae) családjába tartozó faj.

## Rendszerezése
A fajt Carl von Linné svéd természettudós írta le 1758-ban, a Lanius nembe Lanius jocosus néven.

## Alfajai
- Pycnonotus jocosus abuensis (Whistler, 1931) – északnyugat-India;
- Pycnonotus jocosus fuscicaudatus (Gould, 1866) – nyugat- és közép-India;
- Pycnonotus jocosus pyrrhotis (Bonaparte, 1850) – észak-India, Nepál;
- Pycnonotus jocosus emeria (Linnaeus, 1758) – kelet-India, Banglades, észak-, nyugat- és dél-Mianmar, délnyugat-Thaiföld;
- Pycnonotus jocosus whistleri (Deignan, 1948) – Andamán- és Nikobár-szigetek;
- Pycnonotus jocosus monticola(Horsfield, 1840) – kelet-Himalája, északkelet-India, észak-Mianmar, dél-Kína;
- Pycnonotus jocosus pattani (Deignan, 1948) – dél-Mianmar, Thaiföld, észak-Maláj-félsziget, Laosz, dél-Indokína;
- Pycnonotus jocosus hainanensis (Hachisuka, 1939) – észak-Vietnám, dél-Kína;
- Pycnonotus jocosus jocosus (Linneaus, 1758) – délkelet-Kína.

## Előfordulása
Ázsiában Banglades, Bhután, Kambodzsa, Kína, India, Laosz, Malajzia, Mianmar, Nepál, Thaiföld, Vietnám területén honos. Ausztrália, Mauritius, Réunion, Seychelle-szigetek, Szingapúr, Szaúd-Arábia, az Egyesült Arab Emírségek és az Amerikai Egyesült Államok területére betelepítették. 
Természetes élőhelyei a szubtrópusi vagy trópusi síkvidéki esőerdők és cserjések, mocsarak környéke, valamint szántóföldek, vidéki kertek és városias régiók. Állandó, nem vonuló faj.

## Megjelenése
Testhossza 18–20,5 centiméter, szárnyfesztávolsága 28 centiméter, testtömege 25–31 gramm. Hegyes bóbitája, homloka és tarkója fekete, piros füle, sötétbarna háta és szárnyai, valamint világos nyaka, melle és hasa van.
|  |  |

## Életmódja
Tápláléka gyümölcsökből, bogyókból, nektárból, virágbimbókból és rovarokból áll.

## Szaporodása
Pókhálóval a fára rögzített csésze alakú fészket készít.
|  |

## Természetvédelmi helyzete
Az elterjedési területe rendkívül nagy, egyedszáma viszont csökken, de még nem éri el a kritikus szintet. A Természetvédelmi Világszövetség Vörös listáján nem fenyegetett fajként szerepel.